# Соколова, Светлана Викторовна
Светла́на Ви́кторовна Соколо́ва (род. 9 января 1981, Баку) — российская легкоатлетка, специалистка по многоборьям. Выступала за сборную России по лёгкой атлетике в 2000-х годах, победительница Кубка Европы, чемпионка и призёрка первенств национального значения, участница летних Олимпийских игр в Афинах. Представляла Белгородскую область. Мастер спорта России международного класса.

## Биография
Светлана Соколова родилась 9 января 1981 года в городе Баку Азербайджанской ССР. Впоследствии проживала в Старом Осколе, Белгородская область.
Занималась лёгкой атлетикой под руководством тренеров Н. В. Власова и И. В. Власовой. Выступала за Российскую армию. Окончила Смоленское государственное училище олимпийского резерва.
Впервые заявила о себе на международном уровне в сезоне 1998 года, когда вошла в состав российской национальной сборной и выступила на Всемирных юношеских играх в Москве — одержала здесь победу в беге на 100 метров с препятствиями и в эстафете 4 × 400 метров, а также взяла бронзу в прыжках в длину. Участвовала и в юниорском мировом первенстве в Анси, где в программе семиборья стала четвёртой.
В 2001 году в пятиборье выиграла бронзовую медаль на зимнем чемпионате России по многоборьям в Челябинске. В семиборье победила в личном и командном зачётах на Кубке Европы в Арле, стала серебряной призёркой на молодёжном европейском первенстве в Амстердаме, получила серебряную награду на Универсиаде в Пекине.
В 2002 году в пятиборье победила на зимнем чемпионате России в Москве. В семиборье стартовала на Кубке Европы в Быдгоще, где с российской сборной заняла второе место в командном первенстве, одержала победу на летнем чемпионате России в Чебоксарах, показала пятый результат на чемпионате Европы в Мюнхене.
На чемпионате России 2004 года в Туле вновь превзошла всех своих соперниц в семиборье и завоевала золотую медаль. По итогам чемпионата удостоилась права защищать честь страны на летних Олимпийских играх в Афинах — набрала здесь 6210 очков, расположившись в итоговом протоколе соревнований на десятой строке.
После афинской Олимпиады Соколова ещё в течение нескольких лет оставалась действующей спортсменкой и продолжала принимать участие в различных легкоатлетических стартах. Так, в 2007 году она выступила на Кубке Европы по легкоатлетическим многоборьям в Щецине, где заняла седьмое место в личном зачёте и помогла своим соотечественницам стать серебряными призёрками командного зачёта.
За выдающиеся спортивные результаты удостоена почётного звания «Мастер спорта России международного класса».